# Национална агенция за академичен обмен (НАВА)
Национална агенция за академичен обмен (на полски Narodowa Agencja Wymiany Akademickiej, съкратено NAWA) е държавно юридическо лице със
седалище във Варшава, работещо в областта на интернационализирането на висшето образование и науката.
Агенцията е създадена на 1 октомври 2017 година с цел подкрепа на мобилността на студенти, докторанти и учени.Основната ѝ мисия е да подкрепя академичния обмен и международното сътрудничество, за да бъде увеличен потенциалът на полската наука и на полското висше образование. Главна задача на НАВА е да провежда дългосрочна политика на подкрепа на академичната мобилност и да популяризира офертите на полските висши училища в международен мащаб, което включва реализация на специални програми, насочени към студентите и научните кадри в Полша и извън нейните граници.
НАВА предвижда да реализира изцяло дългосрочната полска държавна политика във връзка с подкрепата на индивидуалната академична мобилност, целяща увеличаване на дидактичния и научен потенциал, както и да презентира извън границите на Полша полското висше образование и полския език.
Агенцията предоставя финансови средства на: студенти и докторанти, участници в подготвителни курсове във връзка с предстоящо обучение на полски език, на научни работници или научни звена, на лица с научна степен най-малко доктор, доктор по изкуствата или друга еквивалентна степен, придобита в чужбина. Освен изброените, за финансова подкрепа от средствата на НАВА могат да кандидатстват: лица, заминали в чужбина с цел преподаване на полски език като чужд, учебни заведения и научни центрове, неправителствени организации и звена от сектора на публичните финанси, чиято дейност цели интернационализирането на висшето образование и науката.
Надзорът върху дейността на Агенцията се осъществява от министъра, отговарящ за въпросите на висшето образование.
В НАВА функционира десетчленен Съвет на Националната агенция за академичен обмен, в чийто състав влизат представители на обществени центрове и институции. Съветът предлага насоките за развитие на Агенцията и разглежда плановете и отчетите за дейността ѝ.
Структурата на НАВА включва Дирекция и десет отдела. Понастоящем директор на Агенцията е Гражина Жебровска.
Задачите на агенцията включват:
Иницииране и реализация на дейности, подкрепящи международния академичен обмен и процесите на интернационализация на полските висши училища и научни единици;
Разпространение на информация за полската система на висшето образование и на науката;
Популяризиране на полския език извън границите на Република Полша.
Програмна оферта на агенцията:
- Programy dla Naukowców – Програми за учени и изследователи
- Programy dla Instytucji – Програми за институции
- Programy dla Studentów – Програми за студенти
- Programy Języka Polskiego – Програми за полски език

Освен това агенцията разпространява информация за полската система на висше образование и наука.
NAWA е създател на кампанията Ready, Study, Go! Poland (RSGP), чиято цел е да предоставя информация за Полша като перспективна дестинация за образование и научни изследвания. Кампанията RSGP е фокусирана върху посещение на образователни панаири по целия свят, управление на уеб страница go-poland Архив на оригинала от 2020-03-23 в Wayback Machine. и множество промоционални проекти.